# Guillem I d'Osona
Guillem I d'Osona (1028 - 1057) fou comte d'Osona (1035-1054).

## Orígens familiars
Fill de Berenguer Ramon I i la seva segona esposa, Guisla de Lluçà i, per tant, germà consanguini del comte de Barcelona Ramon Berenguer I.

## Comtat d'Osona

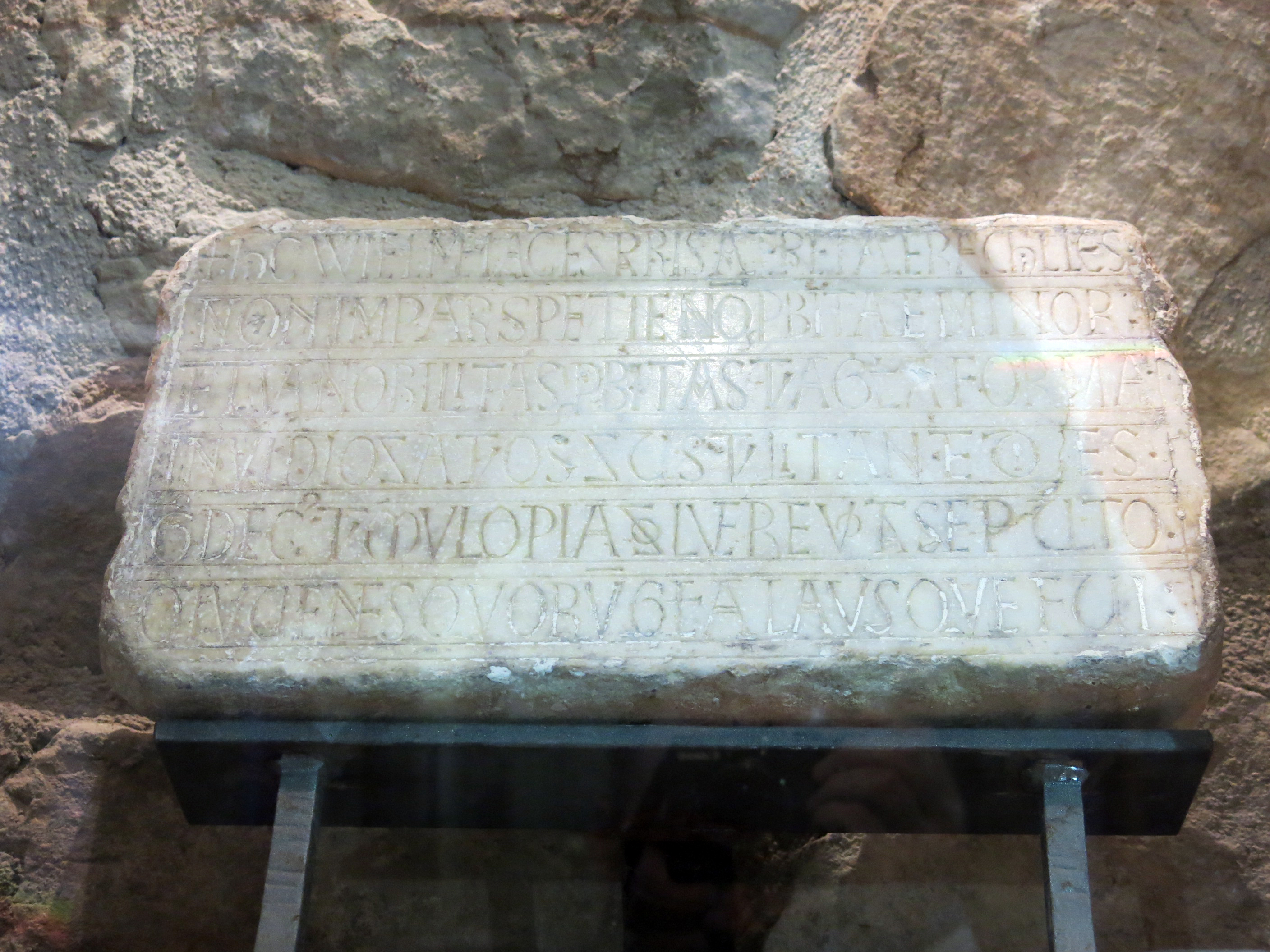
Làpida de Guillem d'Osona a Sant Miquel del Fai

A la mort del seu pare, Guillem i la seva mare Guisla heretaren el comtat d'Osona, separant-se així de nou de la línia principal del comtat de Barcelona. Però el 1054 Guisla es tornà a casar i Guillem hi renuncià, el 4 de desembre de 1054, en favor del seu germà Ramon Berenguer I, retornant així a la línia principal del Casal de Barcelona.
Tal com havia fet un any abans el seu germà Sanç d'Olèrdola, es retirà de la vida pública per a ingressar al monestir de Sant Miquel del Fai, on va morir l'any 1057.